# Irada Aliyeva
Irada Azad gizi Aliyeva (aserbaidschanisch İradə Azad qızı Əliyeva) (geboren am 27. Dezember 1991 in Baku, Aserbaidschan) ist eine aserbaidschanische paralympische Leichtathletin, die in der Kategorie F12 antritt. Sie wurde Worldcup-Gewinnerin 2015 und vertrat ihr Land bei den Sommer-Paralympics 2016 in Rio de Janeiro, wo sie eine Silbermedaille im Speerwurf gewann.

## Leben und sportliche Karriere
Irada Alijewa wurde 1991 in Baku in eine Sportlerfamilie geboren. Alijewas Mutter war Rad- und Motorradsportlerin und ihre Großmutter Akrobatin. Ursprünglich wollte sie professionell Volleyball spielen, konnte dort ihre Leistung jedoch nicht entsprechend steigern. Sie wählte stattdessen den Speerwurf als Hauptdisziplin. Irada ging auf das Gymnasium Nummer 310 und danach die Akademie für Sport und Körperkultur in Baku. Ab 2005 trat bei Sportwettbewerben an, machte dann jedoch eine sportliche Pause von 2009 bis 2014.

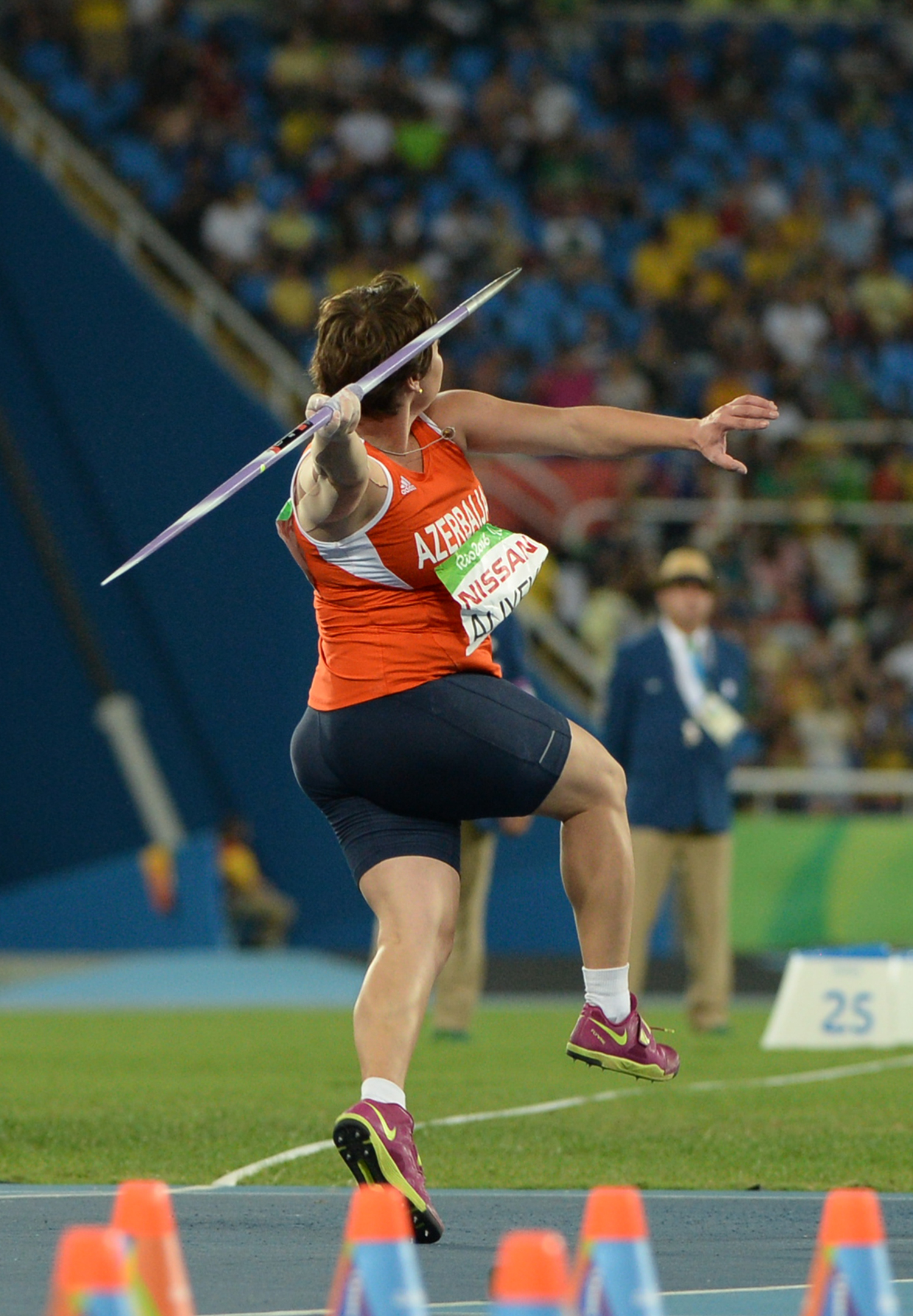
Irada Alijewa beim Speerwurf bei den Sommer-Paralympics 2016

Im Jahr 2015 nahm sie an den ersten europäischen Spielen in Baku im Speerwurf teil und belegte dort mit einer Wurfweite von 36,99 Metern den 10. Platz. Im gleichen Jahr gewann sie die Grand Prix-Meisterschaft in Tunesien und den Speerwurf in Baku. Im Oktober 2015 gewann Irada Alijewa bei den Leichtathletik-Weltmeisterschaften der Behinderten 2015 in Doha die Goldmedaille im Speerwurf und stellte dort mit einer Weite von 44,18 Metern einen neuen Weltrekord auf. Damit erfüllte sie die Voraussetzung für die Teilnahme an den Paralympischen Sommerspielen 2016 in Rio de Janeiro. Dort warf sie in der Kategorie F12/13 im besten Versuch einen Speer auf 42,58 Metern und gewann damit die Silbermedaille.
Im September 2016 wurde Alijewa per Dekret des Präsidenten von Aserbaidschan, İlham Əliyev für ihre Leistungen bei den Paralympischen Sommerspielen 2016 sowie für Verdienste um die Entwicklung des aserbaidschanischen Sports mit dem Şöhrət-Orden Stufe III für Verdienste um das Vaterland ausgezeichnet.

## Belege
1. 1 2 3 4  
Irada Aliyeva in der Datenbank des Internationalen Paralympisches Komitees (IPC) (englisch); abgerufen am 9. Februar 2020.
2. ↑  
(Athletics) Athlete Profile : ALIYEVA Irada – Doha 2015 IPC Athletics World Championships. Paralympic.org, abgerufen am 27. September 2016 (englisch).
3. ↑  
Irada Aliyeva wins silver at Rio Paralympics. News.Az, 19. September 2016, abgerufen am 9. Februar 2020 (englisch).
4. ↑  
Azerbaijani president awards national Para team. Azernews.az, 22. September 2016, abgerufen am 27. September 2016 (englisch).